# Сајмиште (Нови Сад)
Сајмиште је градска четврт Новог Сада.

## Границе насеља
Јужну границу Сајмишта чини Футошка улица, источну границу чини булевар Ослобођења, северну границу чине булевар Краља Петра I и улица Браће Поповић, севернозападну границу чини улица Бранка Бајића, док западну границу чини Суботички булевар (Булевар Европе).

## Месне заједнице
Подручје Сајмишта подељено је у две месне заједнице: МЗ „Народни хероји“ (која обухвата источни део Сајмишта) и МЗ „Детелинара“ (која обухвата западни део Сајмишта и Стару Детелинару). Границу између две месне заједнице чини Хајдук Вељкова улица.

## Околне градске четврти
Околне градске четврти су: Ново насеље (на западу), Детелинара (на северозападу), Банатић (на северу), Роткварија (на истоку) и Грбавица и Адамовићево насеље (на југу).

## Историја
Насеље је почело да се развија у 19. веку, ширењем Новог Сада на запад, када је изграђен источни део данашњег Сајмишта. На тадашњој градској периферији, отворено је 1860. године Успенско гробље. 1909. године је на локацији данашњег Клиничког центра Војводине изграђена Велика градска болница, која се састојала од хируршког, интерног, гинеколошко-порођајног, дермато-венеролошког и заразног одељења. 1940. године је отворена јубиларна, 10. изложба Новосадског сајма, на новој локацији, у Хајдук Вељковој улици на данашњем Сајмишту, а простор у близини сајма је, затим, добио име „сајмиште“ (раније сајамске изложбе одржаване су на старом сајмишту, у Шумадијској улици, у ужем центру града).

## Становништво
Према подацима предузећа ЈКП Информатика Нови Сад, на подручју МЗ „Народни хероји“ живи 14.154 становника (2010. година), док на подручју МЗ „Детелинара“ живи 12.157 становника (2010. година). Већи део становништва МЗ „Детелинара“ живи на Старој Детелинари, а само мањи део на Сајмишту.  Архивирано на веб-сајту  (20. мај 2010)

## Привреда
На Сајмишту се налази Новосадски сајам, по којем је овај део града и добио име. На сајму се током године одржавају различите привредне, туристичке и културне приредбе, укључујући Међународни пољопривредни сајам, Сајам лова, риболова и спорта, Сајам туризма, Салон књига, итд.
На Булевару ослобођења се налази кинески тржни центар „Еркер“.

## Здравство и образовање
На Сајмишту су лоциране и значајне здравствене установе: Покрајинска болница (Клинички центар Војводине), Дечја болница, Медицински факултет, Стоматолошки факултет, Завод за трансфузију крви, породилиште (Бетанија) и јодна бања.
У насељу се налази основна школа „Петефи Шандор“, као и школа за основно образовање одраслих „Свети Сава“.

## Спорт и туризам
У насељу се налази спортски центар „Сајмиште“, који има терен за фудбал, тениске терене, отворене базене, итд. На Сајмишту са такође налазе и два значајнија градска хотела - хотел „Парк“ и хотел „Сајам“. У јужном делу насеља, уз Футошку улицу, налази се Футошки парк.

### Футошки парк
- Футошки парк
- Футошки парк
- Футошки парк
- Футошки парк
- Футошки парк
- Футошки парк

## Верски објекти
На Сајмишту се налазе два гробља: православно Успенско гробље и Евангелистичко-реформистичко гробље. На Успенском гробљу су сахрањене неке од значајних личности из историје српског народа: Светозар Милетић, Јаша Томић, Михајло Полит Десанчић, Павле Мачвански, Аксентије Мародић, Јаков Игњатовић, Јосиф Руњанин, итд.
На успенском гробљу се налази капела посвећена светом Јовану, а у насељу такође постоји и Црква Исуса Христа светаца последњих дана (Мормонска црква).
- Новосадски сајам
- Хотел Парк
- Улаз на Медицински факултет
- Црква Исуса Христа светаца последњих дана (Мормонска црква)
- Панорама сајмишта са Успенским гробљем